# Coptotermes emersoni
Coptotermes emersoni là một loài mối sống dưới lòng đất thuộc chi Coptotermes. Đây là loài bản địa của Ấn Độ, Sri Lanka, và Việt Nam. Dù đây là một loài mối đục gỗ, chúng được phát hiện lần đầu trong đường bọc dây điện tại Bảo tàng Quốc gia Colombo.